# Александар Павић
Александар Павић (Београд, 11. новембар 1961) је српски писац и политичар. У Скупштини Србије је од фебруара 2024. године, првобитно као члан политичког покрета Ми – глас из народа (МИ–ГИН), а касније у покрету Ми – снага народа (МИ–СН). Од јуна 2024. године је и посланик у Скупштини града Београда.

## Младост и приватна каријера
Павић је рођен у Београду, у тадашњој Народној Републици Србији у ФНРЈ. Његова биографија показује да се касније са породицом преселио у Сједињене Америчке Државе и завршио основну и средњу школу у Чикагу пре него што је стекао диплому политичких наука на Универзитету Калифорније, Беркли (1985). У Београд се вратио 1990. престанком једнопартијске социјалистичке владавине у Југославији и био активан у десничарској опозицији власти Слободана Милошевића. Идентификован је као оснивач београдског одбора Српског покрета обнове (СПО), у време када је та странка била повезана са тврдокорном националистичком идеологијом. У марту 1991. године, у раном периоду хрватског рата, Павић је наводно путовао са Драганом Васиљковићем на територију САО Крајине.
У јулу 1995. године, Павић је отпутовао у Сребреницу непосредно након масакра у Сребреници. Он одбацује тумачење догађаја у Сребреници као геноцида и оптужује западне силе да те догађаје користе за промовисање доктрине одговорности за заштиту на глобалном нивоу као лицемeрно оправдање за војни изум и ерозију националног суверенитета.
Павић је био главни политички савјетник Биљане Плавшић од августа 1996. до јула 1997. године, напуштајући је на почетку политичке кризе у Републици Српској 1997–98. Када је Плавшићева касније пред Међународним кривичним судом за бившу Југославију (МКСЈ) 2003. признала кривицу за злочине против човјечности, Павић је рекао: „Биљана Плавшић је признала шта није урадила, мислећи да је исправно поступила и да је преузела одговорност за злочине које јој се стављају на терет. Међутим, тужилаштво је то искористило за читав народ.“
До 2001. године Павић је радио као инвестициони консултант у Београду. Писао је о разним темама са становишта десног српског национализма, једном приликом тврдећи да су српски лидери „заборавили своје историјске корене“, „напустили свој православни идентитет“ и почели да „игноришу [своју] истину, природне интересе“ након стварања прве Југославије 1918. године. Године 2007. објавио је књигу под насловом Забрањена истина о Сребреници – приручник заснован искључиво на страним изворима. Редовни је говорник на манифестацијама које организује Предсједништво Републике Српске у Београду на којима је учествовао и Милорад Додик.
Павић је 2016. године написао чланак у којем брани палеоконзервативизам, напада неоконзервативизам и нуди квалификовану подршку кандидатури Доналда Трампа да постане председник Сједињених Држава. Он је у више наврата износио друштвено конзервативне ставове и, између осталог, приказивао друштвено прихватање ЛГБТК заједнице као облик индоктринације коју Србији намећу западне силе.

## Политичар
Павић се нашао на трећем месту на изборној листи Ми – Глас из народа на парламентарним изборима у Србији 2023. године и изабран је када је листа неочекивано освојила тринаест мандата. На дужност је ступио када је нова скупштина сазвана у фебруару 2024. Убрзо након тога, покрет Ми се поделио на две фракције, а носилац листе Бранимир Несторовић одлази и формира нову групу под називом Ми – Снага народа (МИ–СН). Павић се придружио Несторовићевој групи.
Српска напредна странка (СНС) и њени савезници победили су на изборима 2023. године, а обе фракције Ми сада служе у опозицији. Павић је заменик председника посланичке групе МИ–СН, заменик председника скупштинског одбора за Косово и Метохију, члан Одбора за одбрану и унутрашње послове и Одбора за дијаспору и Србе у региону, члан делегације Србије у Парламентарној скупштини Организације Уговора о колективној безбедности (ОДКБ) и заменик члана српске делегације у Процесу сарадње у југоисточној Европи. Делегација Србије у Парламентарној скупштини Процеса сарадње у југоисточној Европи (ПСуЈИЕ). Члан је посланичке групе пријатељства Србије са Аустралијом, Новим Зеландом и острвским државама Пацифика (Бахами, Фиџи, Гренада, Науру, Палау, Папуа Нова Гвинеја, Соломонова острва, Тувалу и Вануату), као и са групама пријатељства са државама Цариба Барба и Антигу Барба и државама Антигу Барба и Белизе, Доминика, Доминиканска Република, Хаити, Панама, Свети Китс и Невис, Света Луција, Свети Винсент и Гренадини и Тринидад и Тобаго), Кина, Индија, Мексико и Русија.